# Вервёнка (посёлок)
Вервёнка — упразднённый в 2004 году посёлок при железнодорожной станции на территории Черновского сельского поселения Сланцевского района Ленинградской области России.

## История

Урочище Вервёнки на карте 1937 года

По состоянию на 1 августа 1965 года посёлок при железнодорожной станции Вервёнка входил в состав Черновского сельсовета Кингисеппского района.
По данным 1973 и 1990 годов посёлок при железнодорожной станции Вервёнка входил в состав Черновского сельсовета Сланцевского района.
В 1997 и 2002 годах в посёлке при железнодорожной станции Вервёнка Черновской волости постоянного населения не было.
21 декабря 2004 года был упразднён Областным законом Ленинградской области № 120-оз в связи с отсутствием жителей.

## География
Посёлок находился в северной части района у железнодорожной станции Вервёнка на линии Веймарн — Гдов.
К северо-западу от станции проходит автодорога 41К-005 (Псков — Краколье).